# Бомбардировщик всегда прорвётся

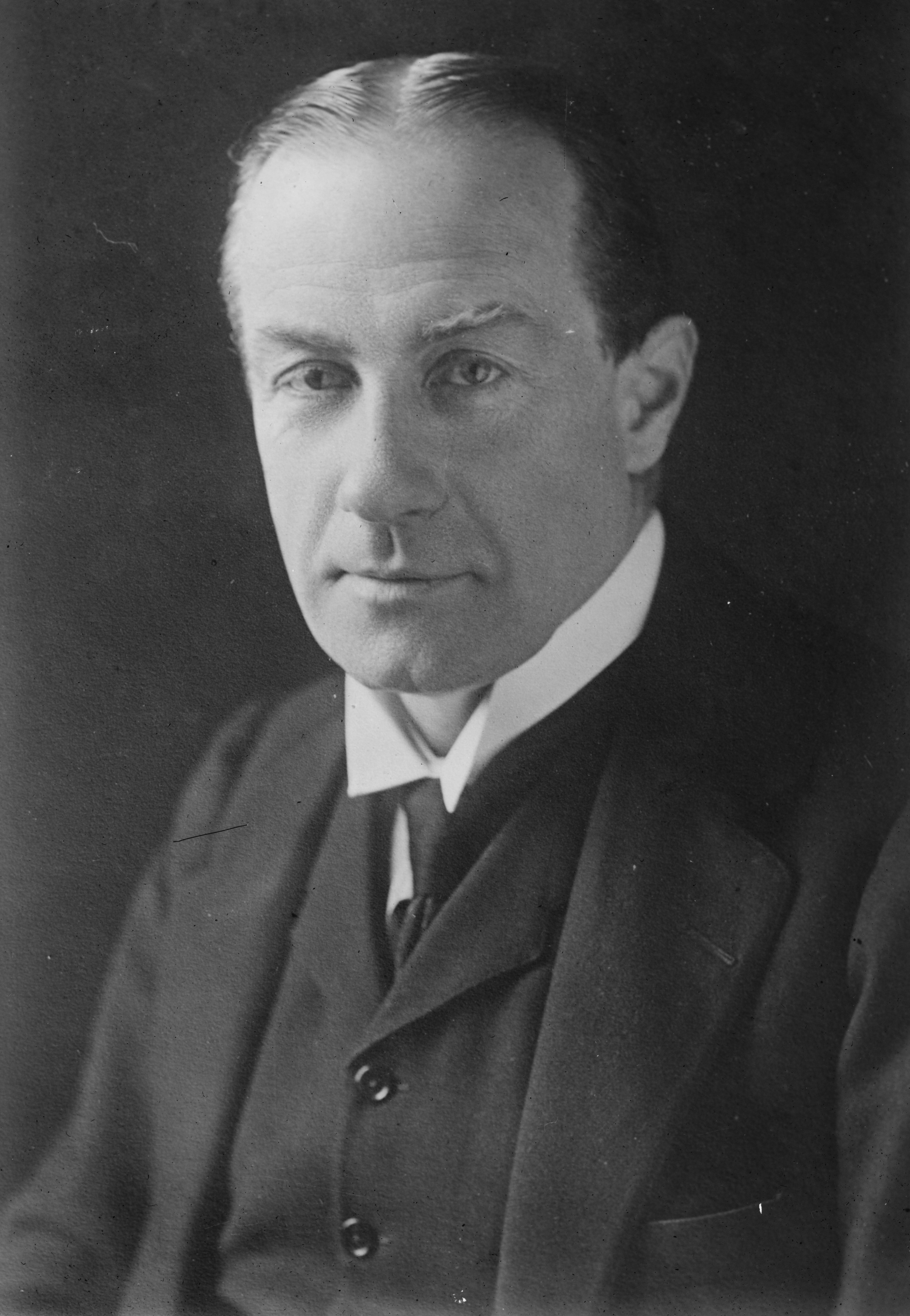
Стэнли Болдуин в конце 1920-х годов

«Бомбардиро́вщик всегда́ прорвётся» (англ. The bomber will always get through) — крылатая фраза, впервые использованная Стэнли Болдуином (на илл.) в речи 1932 года в британском парламенте. В его речи говорилось, что современные бомбардировщики обладают характеристиками, необходимыми для проведения кампании стратегических бомбардировок, которые разрушат города, и этому мало что можно противопоставить. Болдуин пришёл к выводу, что для ведения будущих войн «потребуется убить больше женщин и детей быстрее, чем враг» ().

## Предыстория
В 1930-х годах характеристики самолётов быстро улучшались, и новые технологии и методы строительства позволяли производить все более крупные самолёты. На какое-то время это привело к превосходству многомоторных бомбардировщиков над одномоторными истребителями. Этот разрыв можно было ещё больше увеличить за счёт использования ночных бомбардировок, которые в то время делали перехват практически невозможным.
Такое положение дел было относительно недолгим. К середине 1930-х годов новые методы проектирования истребителей повысили лётные характеристики последних, что позволяло эффективно преследовать даже самые быстрые бомбардировщики. В тот же период внедрение радара создало систему раннего предупреждения, которая давала перехватчикам достаточно времени для набора высоты до появления бомбардировщиков над объектом. Битва за Британию показала, что Болдуин был не прав, поскольку силы истребительного командования Королевских ВВС вынудили немцев отказаться от дневных бомбардировок и, наконец, полностью отменить налёты.
Однако позднее даже новые истребители пасовали перед лицом налётов большого количества бомбардировщиков. С 1942 года силы
бомбардировочного командования Королевских ВВС выросли настолько, что это позволило им наносить разрушительные удары, несмотря на усилия немецкой ПВО. Первоначально усилия ВВС США не имели успеха, но введение истребителей дальнего сопровождения изменило баланс в пользу бомбардировщиков.

## Аргументация Болдуина
Болдуин не выступал за полное разоружение, но считал, что «большое вооружение неизбежно ведёт к войне». 9 ноября 1932 года он пришёл к выводу, что «время, когда Великобритания может сокращать вооружения в одностороннем порядке, закончилось». 10 ноября 1932 г., выступая в Парламенте, Болдуин сказал:

Думаю, обывателю стоило бы осознавать, что на свете не существует такой силы, которая защитила бы его от бомбардировки. Что бы ему ни говорили, бомбардировщик всегда прорвётся [к цели]. Иными словами, если вы хотите спасти себя, вам надо убить больше женщин и детей, чем противник, и сделать это быстрее.
Оригинальный текст (англ.)I think it is well also for the man in the street to realise that there is no power on earth that can protect him from being bombed. Whatever people may tell him, the bomber will always get through. The only defence is in offence, which means that you have to kill more women and children more quickly than the enemy if you want to save yourselves.
Эта речь часто использовалась против Болдуина, как якобы демонстрирующая тщетность перевооружения или разоружения.

## Теория
Многие теоретики полагали, что будущая война будет выиграна полностью за счёт уничтожения военно-промышленного потенциала противника с воздуха. Выдающимся теоретиком этой школы был итальянский генерал Джулио Дуэ, автор книги «Превосходство в воздухе» (англ. The Command of the Air).
В то время бомбардировщики имели некоторое преимущество в лётных характеристиках над истребителями за счёт наличия нескольких двигателей и обтекаемой конструкции свободнонесущего крыла. Поэтому для успешного перехвата требовалось тщательное планирование, чтобы вывести самолёт-перехватчик в позицию вблизи бомбардировщиков. До Второй мировой войны и изобретения радара системы обнаружения были визуальными или слуховыми, что давало предупреждение всего за несколько минут. Это означало, что бомбы упадут раньше, чем истребители займут позиции, и с этим ничего нельзя было поделать. Для Великобритании ответ заключался в том, чтобы сконцентрироваться на производстве бомбардировщиков, прежде всего, в качестве силы сдерживания.
До начала войны в 1939 году такие теории привели к прогнозам сотен тысяч жертв в результате бомбардировок. Например, военный эксперт Бэзил Лидделл Харт предположил, что за первую неделю в Британии может произойти 250 000 смертей и травм.
Британские специалисты по гражданской обороне предсказывали, что первый же воздушный налёт на Лондон уничтожит если не весь, то почти весь город, а число жертв среди мирных жителей составит около 200 тыс. человек. Предполагалось, что эти налёты вызовут среди уцелевших такой ужас, что миллионы британцев сойдут с ума. Военный теоретик Джон Фуллер в 1923 году писал: «Лондон на несколько дней обратится в гигантский беснующийся бедлам. Толпы страждущих начнут штурмовать больницы, всякое уличное движение остановится, повсюду будут слышаться жалобные вопли тех, кто лишился крова, и весь город превратится в кромешный ад».
Гарольд Макмиллан писал в 1956 году, что он и его окружение «думали о воздушной войне в 1938 году так же, как люди думают о ядерной войне сегодня». Самым влиятельным экспертом среди немногих, кто не соглашался с такими взглядами, был Хью Даудинг, который возглавлял истребительное командование ВВС Великобритании во время битвы за Британию.

## Бомбардировки Британии
Более поздний анализ стратегических бомбардировок во время Второй мировой войны показал, что заявление Болдуина было по существу правильным в том смысле, что бомбардировщики действительно могли прорваться к цели. Однако благодаря
системе Даудинга истребители, управляемые радаром, смогли сорвать немецкое наступление в дневное время во время Битвы за Британию, вынудив Люфтваффе перейти к менее точным ночным бомбардировкам. Недостатки первых ночных истребителей не позволяли оказывать серьёзное сопротивление налётам, но Блиц не сломил дух британцев.

## На Тихом океане
Во время войны на Тихом океане бомбардировки эффективно выполнялись как Японией, так и западными союзниками. В начале войны японская палубная авиация, стартовавшая с авианосцев, успешно уничтожила или вывела из строя линкоры Тихоокеанского флота США, стоявшие на якоре на Гавайях, и подавляющее большинство самолётов на стоянках. Американские военные не смогли эффективно использовать единственную радиолокационную установку на Гавайях (она использовалась частично в качестве учебного устройства). На более поздних этапах американские бомбардировщики эффективно уничтожили многие японские города с помощью обычных или зажигательных бомб до использования атомных бомб на Хиросиме и Нагасаки.